# 1760 Sandra
1760 Sandra (1950 GB) là một tiểu hành tinh vành đai chính được phát hiện ngày 10 tháng 4 năm 1950 bởi E. L. Johnson ở Johannesburg (UO).